# Radość (Mazovie)
Pour les articles homonymes, voir Radość.
Radość  [ˈradɔɕt͡ɕ] est un village polonais de la gmina de Ceranów dans le powiat de Sokołów et dans la voïvodie de Mazovie, au centre-est de la Pologne.
Il est situé à environ 4 kilomètres au sud-ouest de Ceranów, 25 kilomètres au nord de Sokołów Podlaski et à 93 kilomètres au nord-est de Varsovie.